# Daniel Costelle
Daniel Costelle, né le 11 mai 1936 à Livry-Gargan, est un documentariste et auteur qui a réalisé plus de 180 documentaires pour la télévision française et un long-métrage, Apparition à Fatima (Aparição), en 1991.
Il a reçu les insignes de chevalier de la Légion d'honneur des mains du ministre de la Culture, Jean-Jacques Aillagon, le 17 juin 2003.
En recevant cette distinction, Daniel Costelle a tenu à préciser qu'« à travers lui, ce sont tous ceux qui se préoccupent de conserver les archives filmées de ce siècle qui sont récompensés ».

## Vie privée
Daniel Costelle est né le 11 mai 1936 à Livry-Gargan.
Daniel Costelle est en secondes noces marié à Isabelle Clarke, avec qui il a coréalisé de nombreux documentaires,,,,.
Depuis 1991, le nom de Daniel Costelle est toujours professionnellement associé à celui de sa femme, la réalisatrice Isabelle Clarke, qui a notamment réalisé: Les Greniers la découverte (grand prix du film de patrimoine), Le Louvre des techniques, Paul Éluard, Lawrence Durrell, La Nuit parisienne, Axel Ganz, etc.

## Vie professionnelle

### Début de carrière
En 1955, il entre au Centre d'Etudes de Radio-Télévision, où il rencontre Maurice Pialat et Claude Lelouch, qui sont dans la même promotion.
À ses débuts, il commence par réaliser des courts métrages de fiction, dont son premier en 1957, Le Jeu de la Nuit, avec Stéphane Audran et Maurice Pialat, suscite l’intérêt d’Henri-Georges Clouzot. Daniel Costelle travaille avec lui, en qualité d’assistant réalisateur, pendant deux ans sur Les Espions. En 1962, il réalise Croquis d'Islande, Coups de feu à dix-huit heures tout en continuant à travailler comme assistant réalisateur de longs métrages avec Alexandre Astruc, Bernard Borderie, Georges Lacombe. Il travaille aussi pour le Service Cinéma des armées en Algérie.[réf. nécessaire]
En 1966, il réalise Verdun, à l’occasion du cinquantième anniversaire de la bataille. Le film remporte le Grand Prix de la Critique de la télévision et enchaîne les séries et les émissions. Son leitmotiv est d’être un passeur d’histoires. Il s'engage donc à raconter l’Histoire en dévoilant les archives filmées.
Apprécié par la critique en France et à l’étranger, en 1970, il reçoit la Nymphe d'or du Festival de télévision de Monte-Carlo et la Nymphe d'argent du meilleur réalisateur pour La Bataille de Moscou en 1969, dans la série Les Grandes Batailles. En 1972, il reçoit à nouveau le prix pour La Bataille de Stalingrad. Son film Le Procès de Nuremberg remporte plusieurs prix comme la Victoire de la télévision française en 1974, le prix Ondas en 1976 et la médaille d’or de la Société pour l’encouragement au progrès.
Au cours du tournage de cette série, il a l’idée du sujet de son livre-enquête Les Prisonniers (1975), qui traite des prisonniers allemands transférés aux États-Unis, un sujet alors peu connu ni approfondi par les historiens.
Entre 1964 et 1989, il produit des grandes séries d’histoire, comme celles sur la Marine, la conquête de l'Himalaya, les Trains, les grandes inventions, les Jeux Olympiques, les grands criminels, les grandes batailles du passé… La série culte Histoire de l’Aviation (1978) sera rediffusée quarante ans plus tard, sur RMC Découverte, dans une version restaurée et colorisée. 
Il travaille depuis les années 1990 avec la réalisatrice, chef-opérateur et monteuse Isabelle Clarke, notamment sur le film Christophe Colomb ou la Découverte, Aigle d’Argent au Festival International du Film d’Histoire de Rueil en 1994. Mais aussi sur la série Les Oubliés de la Libération, réalisée entre 1994 et 1995 pour TF1, qui rencontre un succès important à l’international. Le dernier épisode, La victoire en Couleurs, est nommé aux Emmy Awards en tant que meilleur film étranger. La musique est composée par Richard Sanderson, connu pour avoir interprété le single Reality figurant dans la bande originale du film La Boum (1980). À cette époque, Daniel Costelle fait également partie de l’équipe dirigeante de l’Institut national de l'audiovisuel (INA).

### Clarke, Costelle & Cie
En 2001, Daniel Costelle et Isabelle Clarke fondent avec le producteur Louis Vaudeville leur propre société de production, Clarke Costelle & Cie (CC&C). Ils innovent et développent avec François Montpellier une technique pour coloriser les archives noir et blanc. Les Ailes des Héros (2003) deviendra le premier documentaire composé d’archives colorisées.
Dès lors, les projets à succès se multiplient, à commencer par La Traque des Nazis (sélectionné au FIPA en 2007). Ce documentaire diffusé sur France 2 est un hommage aux hommes et aux femmes qui, comme Simon Wiesenthal, Serge et Beate Klarsfeld, ont consacré leur vie à la traque d'anciens nazis. Daniel Costelle et Isabelle Clarke réalisent ensuite deux autres grands succès en 2007 : Eva Braun, dans l’intimité d’Hitler (Lauriers de la radio et de la télévision, en 2007) et Lindbergh, L’Aigle Solitaire (nommé aux Globes de Cristal en 2008).

#### Apocalypse
En 2009, Daniel Costelle réalise avec Isabelle Clarke l’un de ses principaux succès avec Apocalypse, la Seconde Guerre mondiale. La série documentaire de six épisodes apparaît comme une révolution dans les codes du documentaire historique. Pour Philippe Chevilley des Échos, il s’agit d’un des « documentaires les plus ambitieux réalisés par la télévision française ».
Apocalypse, qui deviendra une collection, se distingue d’abord par sa forme, n’utilisant ni interviews d’historiens, ni reconstitutions mais uniquement des images d'archives intégralement restaurées, sonorisées en 5.1 par Gilbert Courtois et mises en couleurs par François Montpellier avec l’aide d’une équipe d’historiens. La création de la première saison a nécessité le visionnage de 700 heures d’archives, puisées dans 46 fonds documentaires du monde entier. Près de 50% des images montées sont inédites. Le choix de la mise en couleur intégrale est alors un parti pris artistique et historique controversé parmi les historiens mais assumé par les réalisateurs, qui la jugent indispensable à l’accessibilité de la série. La seule exception concerne les images de la Shoah et des massacres civils, « pour ne pas donner prise au négationnisme » selon Daniel Costelle. Ce travail de colorisation a notamment influencé Albert Dupontel et le directeur de la photographie Vincent Mathias, qui se sont inspirés d'Apocalypse, la Première Guerre mondiale pour le long-métrage césarisé, Au revoir là-haut, .
Apocalypse utilise des codes résolument cinématographiques (suspens, caractérisation…), avec pour objectif de mettre au service du propos une narration dynamique, plus proche d’une œuvre de fiction qu’un documentaire classique. Cette intention se retrouve aussi bien dans le choix inattendu pour la musique du compositeur japonais Kenji Kawai, célèbre au Japon pour ses bandes-originales d’anime et de jeux vidéos, que dans le commentaire dit par Mathieu Kassovitz. Celui-ci déclare que son modèle de narration est Daniel Costelle : « Il a une façon de commenter très particulière. Il écrit comme ça. Moi, je colle très fort à cette manière de faire, j’essaie de l’imiter ».
Ces éléments concourent à réaliser l’ambition du couple de réalisateurs de montrer la guerre par ceux qui l’ont vécue, « les chefs comme les sans-grade » . Pour Marianne, « Ici la guerre n’est plus une fiction, elle est réelle. C’est une affaire d’hommes, et pas seulement de décisions gouvernementales, d’actes d’état-majors et de batailles, comme les documentaires le montrent trop souvent [...] Les auteurs d’Apocalypse [...] ont fait, plus qu’un devoir de mémoire, “un devoir d’histoire” selon la formule chère à Simone Veil ».
Pour Daniel Costelle, cette perspective doit permettre de rendre l’histoire de la Seconde Guerre mondiale accessible plus largement, surtout auprès des jeunes générations, afin de lutter contre l’oubli : « L’origine des guerres, c’est toujours l’amnésie collective, l’oubli des conflits précédents. Nous avons voulu rappeler l’horreur pour sensibiliser les plus jeunes et combattre encore et toujours la violence et le négationnisme ». Le réalisateur raconte d’ailleurs avoir eu l’idée de la mise en couleurs en voyant sa fille Clémentine s’ennuyer devant Les Grandes batailles la série d’émissions à succès qu’il avait réalisée dans les années 1960-1970.
Cette ambition pédagogique, largement saluée, permet aux professeurs d’utiliser la série documentaire comme support pédagogique.
La série est un énorme succès d’audience. La diffusion des deux derniers épisodes sur France 2 a été suivie par près de 8 millions de téléspectateurs. Prix de l’export 2010, la série a été vendue dans plus de 165 pays. La série a également reçu le prix de la meilleure utilisation des archives aux History Makers Awards 2009, un Globe de Cristal, un Laurier d’Or et le prix de la meilleure audience TV aux Sunny Side doc Awards. Vendu à plus de 500 000 exemplaires, la série est triple DVD de diamant. Il s’agit du premier documentaire historique à être commercialisé en Blu-Ray.
Cette série possède plusieurs opus : Apocalypse, Hitler ; Apocalypse la Première Guerre mondiale ; Apocalypse Staline ; Apocalypse Verdun - réalisé à l'occasion du centenaire du début de la bataille de Verdun ; Apocalypse, la paix impossible 1918-1926 ; Apocalypse La Guerre des Mondes 1945-1991 ; soit au total 26 épisodes.
Ces autres saisons de la collection Apocalypse réalisent d’excellentes audiences auprès de tous les publics. Près de 11 millions de Français ont vu au moins un épisode d’Apocalypse, la Première Guerre mondiale (Best History Documentary Program aux Canada Screen Awards 2015) avec une part d’audience de 22,7% sur les cinq épisodes lors de sa première diffusion sur France 2 en 2014. Présente dans plus de 170 pays, la collection documentaire est la production française la plus distribuée dans le monde après le dessin animé, Paf le chien,. En 2016, la collection est également diffusée sur les plateformes Netflix, puis Salto. 

#### Mediawan
En 2017, Clarke Costelle & Cie est achetée par le groupe Mediawan, l’un des principaux studios européens de contenu audiovisuel. En plus de la collection Apocalypse, la société a produit plus de 30 films pour une variété de diffuseurs, dont Arte (Tokyo, Cataclysmes et renaissances), TF1 (Sacrifice), France 5 et National Geographic International (Les Américains dans la grande guerre). D’après Realscreen, CC&C figure dans le Top 100 des meilleures sociétés internationales de production de documentaires.

## Controverses
En novembre 2009, l'historien Lionel Richard révélait dans un article du Le Monde diplomatique que la série Apocalypse présentait de nombreuses insinuations non justifiées, d'omissions et d'erreurs. L'analyse de Richard cherche à mettre en garde le téléspectateur et promeut les recherches universitaires sur le sujet qui sont « plus sûres et plus avancées ». Par ailleurs, la plupart des images d'archives utilisées relèveraient de la propagande car filmées par des professionnels travaillant pour les armées.
Les propos de Costelle lors d'une émission de France Culture en novembre 2019 au sujet du documentaire Apocalypse, la guerre des mondes font polémique. Le réalisateur affirme à l'occasion de cette émission « [qu'] il n’y a jamais eu ce qu’on appelle l’impérialisme américain ». Costelle déclare également que « les historiens communistes sont les complices du goulag » ,.

## Distinctions
- 1979 : Prix Louis-Castex de l’Académie française pour Histoire de l’aviation
- 2003 : chevalier de la Légion d'honneur[37]

## Filmographie

### Courts-métrages de fiction
- 1957 : Le Jeu de la nuit, avec Stéphane Audran et Maurice Pialat
- 1962 : Coup de feu à dix-huit heures, avec Jess Hahn, Dorothée Blanck, Jean-Loup Reynold. Écrit par Philippe Labro, montage Maurice Pialat

### Long-métrage de fiction
- 1991 : Apparition à Fatima (Aparição), film franco-portugais sur le miracle de Fátima[38]

### Assistant réalisateur
- 1962 : L'inspecteur Leclerc enquête : épisode Mortellement vôtre de Mick Roussel

### Documentaires
Daniel Costelle est l’auteur de plus de 180 documentaires[réf. nécessaire] pour l’ensemble des grandes chaînes de télévisions françaises. Ses principales séries et émissions sont les suivantes :
- Verdun, 1966, ORTF, à l’occasion du cinquantième anniversaire de la bataille
- Les Grandes Batailles, série initialement diffusée de 1966 à 1973, ORTF, avec Jean-Louis Guillaud et Henri de Turenne
- Route 66, 1968, ORTF, co-réalisé avec Claude-Jean Philippe.
- Les Grandes Batailles du passé, série initialement diffusée de 1974 à 1977 sur FR3, réalisées avec Henri de Turenne
- Les Français libres à Londres, 1974, TF1
- De Gaulle Première, 1975,TF1
- C’était Hier, série initialement diffusée en 1974-1975, FR3
- Nobile, Les Naufragés des Glace, 1978, TF1
- Concorde, Histoire d'un Avion, 1979, TF1
- La Merveilleuse Histoire des Jeux Olympiques, 1976, TF1
- Histoire de l’Aviation, 1977, TF1
- Histoire des Trains, 1978, TF1
- Histoire de la Marine, 1979, TF1
- Les Grandes Aventures de l'Himalaya, 1980, TF1, avec Maurice Herzog
- Histoire des Inventions, 1981, TF1
- Quel roman que ma vie, série diffusée entre 1984 et 1986 sur TF1, grand prix de la critique
- Les Modernes, 1985, FR3 avec Jean-Paul Aron
- Histoire du rire, 1985, TF1
- Le Monde Olympique, 1987, CIO
- L’Épopée de la Croix-Rouge, 1988, FR3
- Les Grands criminels, 1988, Antenne 2, avec Alphonse Boudard
- Le Souffle de la Liberté, 1989, Antenne 2, avec François Furet
- Quand la Chine S'éveillera, 1989, Antenne 2
- Histoire des Mœurs, 1991, La Cinq
- Christophe Colomb ou la Découverte, 1994, France 2
- Y Avait-il une Vie Avant la Télé?, 1994, Canal+
- Les Oubliés de la Libération, série diffusée entre 1994 et 1995 sur TF1, présentée aux Emmy Awards
- Le Sens de l'Histoire : Les Présidentielles; Le Poujadisme; Sadate/Rabin,1995-1996, France 5
- Un siècle d'écrivains : Dos Passos, 1996 ; Paul Éluard, 1995 ; Lawrence Durrell, 1996 , France 3
- Images inconnues : la Guerre du Viêt Nam, 1997, France 3
- Images inconnues : Le Vingtième Siècle, 1999, France 3
- Images inconnues : Les Marines dans la guerre du Golfe, 2000, France 3
- Sexe, Censure et Télévision, 2001, France 2
- Jean-Paul II, L'empreinte d'un géant, 2001, France 3
- Les 13 vies du Chat Lelouch, 2002, France 2
- Guerre, Censure et Télévision, 2003, France 3
- Les Ailes des héros, 2003, France 3
- 8 mai 1945 La Capitulation, 2005, France 3
- Sur la Piste d'Alto, 2006, France 3
- La Traque des Nazis, 2007, France 2
- Eva Braun, dans l'intimité d'Hitler, 2007, TF1
- Lindbergh, l'aigle solitaire, 2007, France 3
- Apocalypse, la Seconde Guerre mondiale, 2009, France 2, avec comme scénaristes Jean-Louis Guillaud et Henri de Turenne
- Juin 1940 : Le Grand chaos, 2010, France 3
- De Gaulle et les Siens, 2010, Histoire
- La blessure, la tragédie des harkis, 2010, France 3
- L'occupation intime, 2011, TF1
- Amour et sexe sous l'Occupation, 2011, Histoire
- Apocalypse, Hitler, 2011, France 2
- Chirurgien dans la guerre d'Algérie, 2011, Planète +
- Les 100 Jours de Normandie, 2012, Cinéma Circulaire d'Arromanches 360°
- Apocalypse, la Première Guerre mondiale; 2014, France 2
- Sacrifice : du Débarquement à la Libération de Paris, 2014, TF1
- Apocalypse, Staline, 2015, France 2
- Apocalypse, Verdun, 2016, France 2
- Dassault, 100 ans d'aviation française, 2016, RMC Découverte
- Apocalypse, la Paix Impossible 1918-1926, 2018, France 2
- Apocalypse, la Guerre des Mondes 1945-1991, 2019, France 2
- Apocalypse, Hitler attaque à l’Ouest, 1940, 2021, France 2
- Apocalypse, Hitler attaque à l’Est, 1941-1943, 2021, France 2

## Publications
- - Les Prisonniers, Flammarion, 1975
  - Histoire de L'Aviation, Larousse, 1978 (Ouvrage couronné par l'Académie Française)
  - Histoire des Trains, Larousse, 1979
  - Histoire des Jeux Olympiques, Larousse, 1980
  - Histoire de la Marine, Larousse, 1981
  - Ma Vie Pleine de Trous (av. Alphonse Boudard), Plon, 1986
  - Une Sacrée Guerre (En coll. av. Pierre Clostermann), Flammarion, 1989
  - Fatima, Un Miracle et Trois Secrets, François Bourin, 1991
  - Lorsque Marie Parait, Robert Laffont, 1993
  - Le XXème Siècle raconté à Clémentine, Editions du Rocher, 1999
  - Images Inconnues de l’Aviation, Le Cherche-Midi, 2003
  - 8 mai 1945, images inconnues, L’Archipel, 2005
  - Eva Braun, dans l’intimité d’Hitler, L’Archipel, 2007
  - Apocalypse - la 2e Guerre mondiale, Acropole, 2010
  - La Traque des Nazis (avec Isabelle Clarke, Beate et Serge Klarsfeld), Acropole, 2010
  - La Tragédie des Harkis (avec Isabelle Clarke), Acropole, 2010
  - Apocalypse – Hitler (avec Isabelle Clarke), Acropole, 2011
  - Apocalypse - la 1re Guerre mondiale (avec Isabelle Clarke), Flammarion, 2014
  - Sacrifice : Du Débarquement à la Libération de Paris (avec Isabelle Clarke et Frédéric Lumière), Acropole, 2014
  - Apocalypse – Staline (avec Isabelle Clarke), Acropole, 2015
  - Apocalypse – Verdun (avec Isabelle Clarke), Flammarion, 2016